# Ulloaia
Ulloaia is een geslacht van kreeftachtigen uit de klasse van de Malacostraca (hogere kreeftachtigen).

## Soort
- Ulloaia perpusillia Glassell, 1938